# Centro de Moyobamba
El Centro de Moyobamba es un área geográfica de la ciudad peruana de Moyobamba. Es la zona cultural, financiera, comercial y turística de la ciudad donde se concentran densamente sus actividades económicas y administrativas. 
En el Centro se encuentran gran parte de las estructuras de la arquitectura española, como la catedral de Santiago Apóstol, la sede de la prelatura de Moyobamba, la antigua catedral, el antiguo paradero de buses y el mercado Central. Además se ha convertido en un incipiente distrito financiero, el cual cuenta con el segundo edificio más alto de la ciudad, y la plaza de Armas de Moyobamba.

## Historia
El Centro es el lugar más antiguo de Moyobamba debido a que la expansión de la ciudad partió de ahí. Su historia está estrechamente relacionado con la historia de la ciudad. En ella se concentran la mayoría de las casas de arquitectura española y otros detalles urbanos.[cita requerida]

## Extensión
El Centro cubre gran parte del este del distrito de Moyobamba, y llega a limitar estrechamente por el sur con el barrio de Belén, los jirones y avenidas que se desplazan por el Centro son:
| - Callao - Miguel Grau - Benavides - 25 de Mayo - 20 de Abril - Damian Najar - Serafín Filomeno | - Emilio Acosta - Pedro Canga - San Martín - Varacadillo - Libertad - Coronel Secada - 2 de Mayo |

## Educación
- La Universidad Alas Peruanas se encuentra en el Centro, al frente del Hipermercado Cerámico, actualmente se encuentra inhabilitada por razones de traslado.

- La Biblioteca Regional de San Martín-Moyobamba opera en el Centro. La biblioteca es una de las más importantes de San Martín en temas amazónicos.

- La Universidad César Vallejo, Ubicada por la Unidad generadora de la empresa Electro Oriente

- El Colegio Nacional Ignacia Velásquez que se encuentra ubicado en el Jr. Alonso de Alvarado, frente al BCP
- El Colegio Nacional Serafín Filomeno que se encuentra ubicado en el Jr. Libertad #159, cerca al Estadio Municipal del IPD